# 向俊賢 (1993年)
向俊賢（Hsiang Chun-Hsieng，1993年9月4日—）是臺灣田徑運動員，專攻跳高，目前就讀國立臺灣體育運動大學。目前為臺灣青年男子跳高紀錄保持人，是於2011年全國中等學校田徑錦標賽以2.20公尺的成績創下。2015年在新北市全國青年盃田徑錦標賽中以2.24公尺佳績打破由曹志豪所創下的2.23公尺全國紀錄，成為全國紀錄保持人，隨後，他在2015年5月台灣國際邀請賽，以2.25二度刷新全國紀錄。
向俊賢參加2015年世界大學運動會，跳出2.28公尺三度打破全國紀錄，摘下世大運銅牌，同時也達到參加2015年北京世界田徑錦標賽標準，該面獎牌為台灣首面跳高項目獎牌。2015全運會，跳出全國新紀錄2.29公尺，取得奧運參賽資格。

## 賽事成績
- 2009年全國運動會以2公尺15的成績，追平大會紀錄並且奪金。[1]
- 2011年全國運動會以2公尺16的成績，打破自己創下的大會紀錄並且完成連霸。[2]
- 2013年全國運動會以2公尺07的成績，完成三連霸。
- 2015光州世大運以2公尺28成績，一年內三破全國。[3]
- 2015全運會，跳出全國新紀錄2.29公尺，取得奧運參賽資格。

## 統計
| 成績           | 日期           | 地點                         |
| -------------- | -------------- | ---------------------------- |
| 2.29公尺       | 2015年10月21日 | 中華民國（臺灣）高雄市左營區 |
| 2.28公尺       | 2015年7月10日  | 光州廣域市                   |
| 2.26公尺       | 2017年8月25日  | 中華民國（臺灣）臺北市松山區 |
| 2.25公尺       | 2015年5月16日  | 中華民國（臺灣）臺北市松山區 |
| 2.24公尺       | 2015年3月18日  | 中華民國（臺灣）新北市板橋區 |
| 2.24公尺       | 2015年6月7日   | 中国湖北省武漢市漢陽區       |
| 2.24公尺       | 2015年7月10日  | 光州廣域市                   |
| 2.24公尺       | 2017年4月30日  | 中華民國（臺灣）臺北市松山區 |
| 2.23公尺       | 2015年6月22日  | 泰國曼谷                     |
| 2.23公尺       | 2015年6月25日  | 泰國巴吞他尼府               |
| 平均約2.25公尺 |                |                              |

## 外部連結
- 向俊賢在国际奥林匹克委员会的资料
- 向俊賢在的頁面
- 向俊賢的Facebook專頁